# Giovanni Serafini (Kardinal)

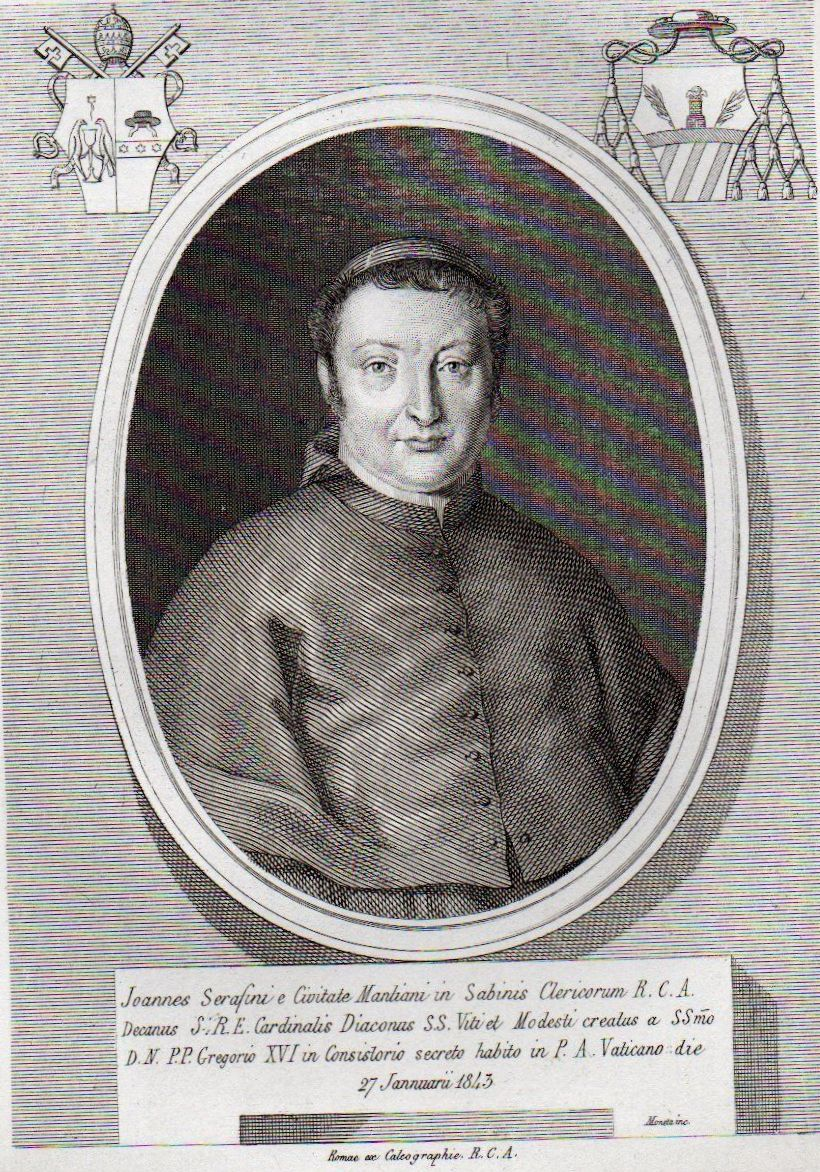
Giovanni Kardinal Serafini

Giovanni Serafini (* 15. Oktober 1786 in Magliano Sabina; † 1. Februar 1855 in Rom) war ein italienischer Kardinal.
Am 27. Januar 1843 kreierte Papst Gregor XVI. ihn zum Kardinal und ernannte ihn zum Kardinaldiakon von Santi Vito, Modesto e Crescenzia. Am 16. April 1846 wechselte er zur Titeldiakonie Santa Maria in Cosmedin. Vom 14. bis zum 16. Juni 1846 nahm er am Konklave teil, welches Papst Pius IX. wählte.
Er war der Onkel von Kardinal Luigi Serafini.